# Baouli Ribaou
Baouli Ribaou est un village du Cameroun situé dans la Région de l'Extrême-Nord, le département du Diamaré, l’arrondissement de Bogo et le quartier de Bogo-Sud. 

## Population
En 1975, la localité comptait 4 habitants, des Peuls.
Lors du recensement de 2005, on y a dénombré 260 personnes, dont 146 hommes et 114 femmes.